# Anapolisia
Anapolisia is een geslacht van rechtvleugeligen uit de familie sabelsprinkhanen (Tettigoniidae). De wetenschappelijke naam van dit geslacht is voor het eerst geldig gepubliceerd in 1980 door Piza.

## Soorten
Het geslacht Anapolisia omvat de volgende soorten:
- Anapolisia clausa Grant, 1958
- Anapolisia colossea Brunner von Wattenwyl, 1878
- Anapolisia maculosa Bowen-Jones, 2000
- Anapolisia modesta Piza, 1980
- Anapolisia senta Grant, 1958